# Toronto Zoo
Koordinaten: 43° 49′ 13″ N, 79° 10′ 58″ W
Der Toronto Zoo ist ein zoologischer Garten in der kanadischen Stadt Toronto. Der Zoo liegt rund 20 Kilometer nordöstlich des Stadtzentrums am Rouge River, an dem auch der Rouge-Nationalpark liegt. Mit rund 5000 Tieren – inklusive der wirbellosen Tiere und Fische etwa 16.000 – auf einer Fläche von 287 Hektar und etwa 10 Kilometer Laufwegen gehört er zu den größten Zoos weltweit. Seine Fläche ist nach zoogeografischen Erdteilen gegliedert. Jährlich wird der Zoo in Toronto von annähernd 1,2 Millionen Menschen besucht.

## Geschichte
Der Zoo geht auf eine Eröffnung im Jahr 1888 zurück. Sein ursprünglicher Name war Riverdale Zoo und stellte die Tiere in dunklen Käfigen in der Form einer Kuriositätenshow dar. 1963 kam zum ersten Mal die Idee auf, einen neuen Zoo zu erbauen. Elf Bürger gründeten daraufhin 1966 die Metropolitan Toronto Zoological Society. Ein Jahr später wurde der Rouge Park in Scarborough als möglicher Platz für einen neuen Zoo erwogen, so dass 1968 durch den Architekten Raymond Moriyama eine Machbarkeitsstudie erhoben wurde. 1970 begann der Bau des neuen Zoologischen Gartens, der am 15. August 1974 als Metropolitan Toronto Zoo für die Öffentlichkeit eröffnet wurde. Die ursprüngliche Fläche des ersten Parks 1888 betrug rund 3 Hektar und wurde 1978 in eine städtische Farm umgewandelt. 1976 eröffnete der Zoo eine 5,6 Kilometer Einschienenbahn namens Canadian Domain Ride, die allerdings 1994 infolge eines Unfalls mit 37 verletzten Besuchern wieder geschlossen wurde. 

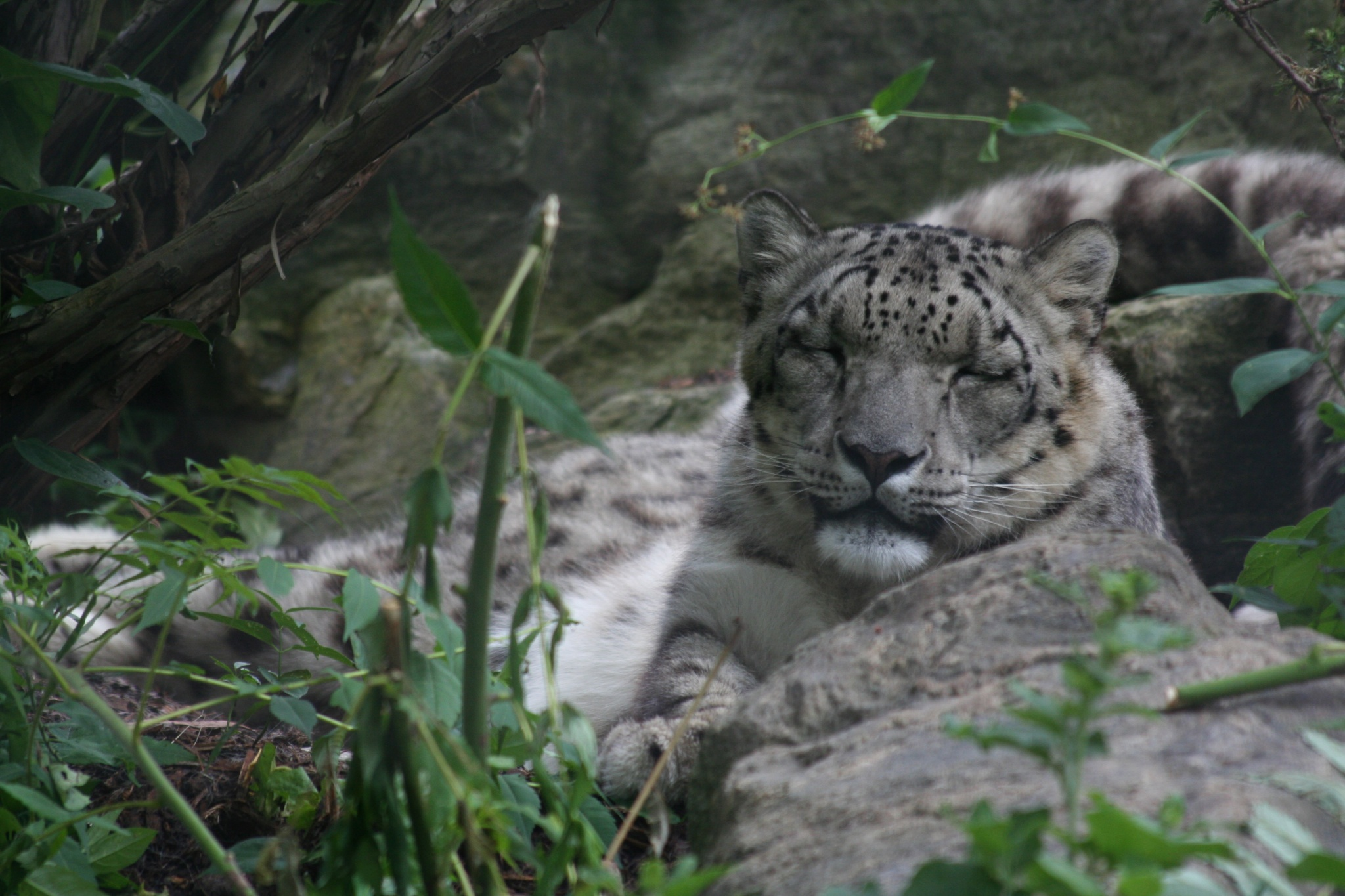
Schneeleopard im Zoo Toronto

1980 und 1984 wurden dem Zoo neue Anlagen hinzugefügt mit einem Kinderzoo und Anlagen für Gaur, Afrikanische Elefanten, Schneeleoparden und einem Pavillon für indische Nashörner. 1985 wurden Qinn Qinn und Shayan gezeigt, ein Großer-Panda-Paar. Die Seltenheit dieser Tiere zog viele Besucher an, so dass alle vorhergehenden Besucherrekorde gebrochen wurden. Im Laufe der Jahre kamen weitere selten Tiere dazu, wie z. B. der Stumpfnasenaffen 1986, Koalas 1988 und 1996 und Weiße Löwen 1995.
2003 verzeichnete der Zoo aufgrund der SARS-Epidemie einen starken Besucherrückgang, von dem sich der Zoo nur sehr langsam erholte.